# 31e corps de chars
Pour les articles homonymes, voir 31e corps et 31e division.
Le 31e corps de chars (russe : 31-й танковый корпус) est une grande unité blindée de l'Armée rouge pendant la Seconde Guerre mondiale. Pendant la guerre froide, il continue d'exister sous la désignation de 31e division de chars (russe : 31-я танковая дивизия). Devenue en 1992 une unité de l'Armée de terre russe, la 31e division est dissoute en 1997 pour former la 3e division de fusiliers motorisés.

## Historique

### Seconde Guerre mondiale
Le corps est créé en mars 1943.
Le 1er septembre 1944 31e corps reçoit le titre honorifique Висленский (« de la Vistule ») pour le franchiment de la Vistule et la libération de Sandomir.
Il est récompensé le 19 février 1945 de l'ordre du Drapeau rouge et l'ordre de Souvorov, 2e classe.
Il est décoré de l'ordre de Koutouzov, 2e classe, le 29 avril 1945 après la prise de Ratibor et Biskau.

### Guerre froide
En juillet 1945, le 31e corps de chars est transformé en 31e division de chars et ses brigades deviennent des régiments. À l'été 1945, la division s'installe à Proskourov (renommée Khmelnytskyï en 1954) en RSS d'Ukraine et est subordonnée au district militaire des Carpates.
La division est rattachée à partir de 1946 à la 8e armée mécanisée.
En novembre 1956, la division participe à l'opération Cyclone, la seconde phase de la répression de la révolution hongroise,. La division est rassemblée le 31 octobre dans la région de Beregovo, le regroupement totalisant 5 625 soldats, 279 chars T-54, 15 chars légers PT-76, 25 chars JS-2, 15 canons automoteurs, huit blindés de transports BTR-50 et 135 autres blindés de transport, un char de dépannage, 734 véhicules motorisés, 50 canons antiaériens et 80 canons et mortiers. Le 3 novembre à 8 h, la division franchit la frontière puis pénètre en Hongrie par l'itinéraire Nyíregyháza, Hajdúnánás, Mezőkövesd, Füzesabony, Gyöngyös puis Hatvan. La garnison de l'armée populaire hongroise (en) à Mezőkövesd se distingue par sa résistance au côté des rebelles mais celle de Gyöngyös rallie immédiatement les Soviétiques. La division déplore sept tués et dix-neuf blessés entre le 4 et le 6 novembre. Le 100e régiment de chars et le 98e bataillon de reconnaissance rejoignent les combats à Budapest, tandis que reste de la division nettoie l'est du pays des insurgés, leur reprenant notamment Ózd le 17. Pendant toute l'opération, la division déplore 69 tués (dont 61 tués au combat), 30 blessés et un disparu. 
En mai 1957, la 8e armée mécanisée est renommée 8e armée de chars.
À partir d'août 1968, la division est rattachée au 28e corps d'armée et s'installe à Bruntál en Tchécoslovaquie. En 1990, la division quitte la Tchécoslovaquie et s'installe dans l'oblast de Gorki (aujourd'hui Nijni Novgorod), où elle est rattachée au district militaire de Moscou.
Le 1er juillet 1997, la division devient la 3e division de fusiliers motorisés.

## Composition
| 1943                       | 1944                                               | 1945                                               | 1945-1957                                                 | 1957-1960                                | 1960-1962                                | 1962-1997                         | 1997                   |
| -------------------------- | -------------------------------------------------- | -------------------------------------------------- | --------------------------------------------------------- | ---------------------------------------- | ---------------------------------------- | --------------------------------- | ---------------------- |
| 100e brigade de chars      | 100e brigade de chars                              | 100e brigade de chars                              | 100e régiment de chars                                    | 100e régiment de chars                   | 100e régiment de chars                   | 100e régiment de chars            | 100e régiment de chars |
| 237e brigade de chars      | 237e brigade de chars                              | 237e brigade de chars                              | 237e régiment de chars                                    | 237e régiment de chars                   | 237e régiment de chars                   | 237e régiment de chars            | 237e régiment de chars |
| 242e brigade de chars (ru) | 242e brigade de chars (ru)                         | 242e brigade de chars (ru)                         | 242e régiment de chars                                    |                                          |                                          |                                   |                        |
|                            | 367e régiment d'artillerie automotrice de la Garde | 367e régiment d'artillerie automotrice de la Garde | 77e régiment de chars et d'automoteurs lourds de la Garde | 77e régiment de chars lourds de la Garde | 77e régiment de chars lourds de la Garde | 77e régiment de chars de la Garde |                        |
|                            |                                                    |                                                    | 88e bataillon école de chars                              |                                          |                                          |                                   |                        |

| 1943                                   | 1944                               | 1945                               | 1945-1953                           | 1953-1957                       | 1957-1989                            | 1989-1997                            | 1997                                             |
| -------------------------------------- | ---------------------------------- | ---------------------------------- | ----------------------------------- | ------------------------------- | ------------------------------------ | ------------------------------------ | ------------------------------------------------ |
|                                        | 65e brigade de fusiliers motorisés | 65e brigade de fusiliers motorisés | 65e régiment de fusiliers motorisés | 131e régiment mécanisé          | 322e régiment de fusiliers motorisés |                                      |                                                  |
|                                        |                                    |                                    |                                     |                                 |                                      | 752e régiment de fusiliers motorisés |                                                  |
|                                        |                                    |                                    |                                     |                                 |                                      |                                      | 245e régiment de fusiliers motorisés de la Garde |
| 31e bataillon de reconnaissance blindé | 98e bataillon motocycliste,        | 98e bataillon motocycliste,        | 98e bataillon motocycliste,         | 84e bataillon de reconnaissance | 84e bataillon de reconnaissance      | 84e bataillon de reconnaissance      | 84e bataillon de reconnaissance                  |

| 1943                                    | 1944                                     | 1945                                     | 1945-1953                                | 1953-1955                                | 1955-1962                                                                                | 1962-1997                                                                                | 1997                                                                                     |
| --------------------------------------- | ---------------------------------------- | ---------------------------------------- | ---------------------------------------- | ---------------------------------------- | ---------------------------------------------------------------------------------------- | ---------------------------------------------------------------------------------------- | ---------------------------------------------------------------------------------------- |
|                                         |                                          | 269e régiment d'artillerie légère        |                                          |                                          |                                                                                          |                                                                                          |                                                                                          |
| 617e régiment de mortiers               | 617e régiment de mortiers                | 617e régiment de mortiers                | 617e régiment de mortiers                | 1047e régiment d'artillerie automotrice  | 1047e régiment d'artillerie automotrice                                                  | 1047e régiment d'artillerie automotrice                                                  |                                                                                          |
| Bataillon d'obusiers d'artillerie       |                                          |                                          |                                          | 1047e régiment d'artillerie automotrice  | 1047e régiment d'artillerie automotrice                                                  | 1047e régiment d'artillerie automotrice                                                  |                                                                                          |
|                                         |                                          |                                          |                                          |                                          |                                                                                          |                                                                                          | 99e régiment d'artillerie automotrice de la Garde                                        |
| 1244e régiment d'artillerie antichar    |                                          |                                          |                                          |                                          |                                                                                          |                                                                                          |                                                                                          |
| 396e régiment d'artillerie antiaérienne |                                          |                                          |                                          |                                          |                                                                                          |                                                                                          |                                                                                          |
|                                         | 1885e régiment d'artillerie antiaérienne | 1885e régiment d'artillerie antiaérienne | 1885e régiment d'artillerie antiaérienne | 1885e régiment d'artillerie antiaérienne | 1143e régiment d'artillerie antiaérienne (puis 1143e régiment d'artillerie antiaérienne) | 1143e régiment d'artillerie antiaérienne (puis 1143e régiment d'artillerie antiaérienne) | 1143e régiment d'artillerie antiaérienne (puis 1143e régiment d'artillerie antiaérienne) |
|                                         |                                          |                                          |                                          |                                          |                                                                                          | 653e groupe (divizion) de missiles                                                       |                                                                                          |

| 1943                                         | 1944                                         | 1945 |
| -------------------------------------------- | -------------------------------------------- | ---- |
| 145e bataillon de sapeurs                    |                                              |      |
| 692e bataillon de transmissions              |                                              |      |
| 143e compagnie de défense chimique           |                                              |      |
| 11e compagnie automobile de carburant        |                                              |      |
|                                              | 384e compagnie automobile de carburant       |      |
| 210e base de réparation de chars de campagne |                                              |      |
|                                              | 319e base de réparation de chars de campagne |      |

| 1945-1953                       | 1953-1962                          | 1962-1968                               | 1968-1972                             | 1972-1980                             | 1980-1985                             | 1985-1997                             |
| ------------------------------- | ---------------------------------- | --------------------------------------- | ------------------------------------- | ------------------------------------- | ------------------------------------- | ------------------------------------- |
| 145e bataillon de sapeurs       | 145e bataillon de sapeurs          | 145e bataillon de sapeurs               | 145e bataillon de sapeurs et du génie | 145e bataillon de sapeurs et du génie | 145e bataillon de sapeurs et du génie | 145e bataillon de sapeurs et du génie |
| 692e bataillon de transmissions |                                    |                                         |                                       |                                       |                                       |                                       |
|                                 |                                    | 152e bataillon de remontage-réparations |                                       |                                       |                                       |                                       |
|                                 | 400e compagnie de défense chimique | 400e compagnie de défense chimique      | 400e compagnie de défense chimique    | Bataillon de défense chimique         | Bataillon de défense chimique         | 492e compagnie de défense chimique    |
| 50e bataillon automobile        | 50e bataillon automobile           | 50e bataillon automobile                | 50e bataillon automobile              | 50e bataillon automobile              | 911e bataillon de soutien matériel    | 911e bataillon de soutien matériel    |
| 231e bataillon médical          |                                    |                                         |                                       |                                       |                                       |                                       |

Dans les années 1980, jusqu'à 1989, le 232e escadron d'hélicoptères est également rattaché à la division.